# 笠木映里
笠木映里（かさぎ えり 1980年 - ）は、日本の法学者。専攻は社会保障法、特に公的医療保険の研究が多い。東京都出身。

## 来歴

### 学歴
- 2003年　東京大学法学部卒業（指導教官は岩村正彦[1]）

### 職歴
- 2003年4月　東京大学大学院法学政治学研究科助手（学士助手）
- 2006年4月　九州大学法学部准教授
- 2015年10月　ボルドー大学CNRS一級研究員[2]
- 2021年 東京大学大学院法学政治学研究科教授[3]

## 著作

### 単著
- 『公的医療保険の給付範囲──比較法を手がかりとした基礎的考察』（有斐閣、2008年）
- 『社会保障と私保険──フランスの補足的医療保険』（有斐閣、2012年）

### 共編著
- （野川忍(編)、富永晃一・原昌登・渡邊絹子(著)）『レッスン労働法』（有斐閣、2013年）
- （岩村正彦・菊池馨実・嵩さやか(編著)）『目で見る社会保障法教材〔第5版〕』（有斐閣、2013年）
- （嵩さやか、中野妙子、渡邊絹子）『社会保障法』（有斐閣、2018年12月）